# Desecante

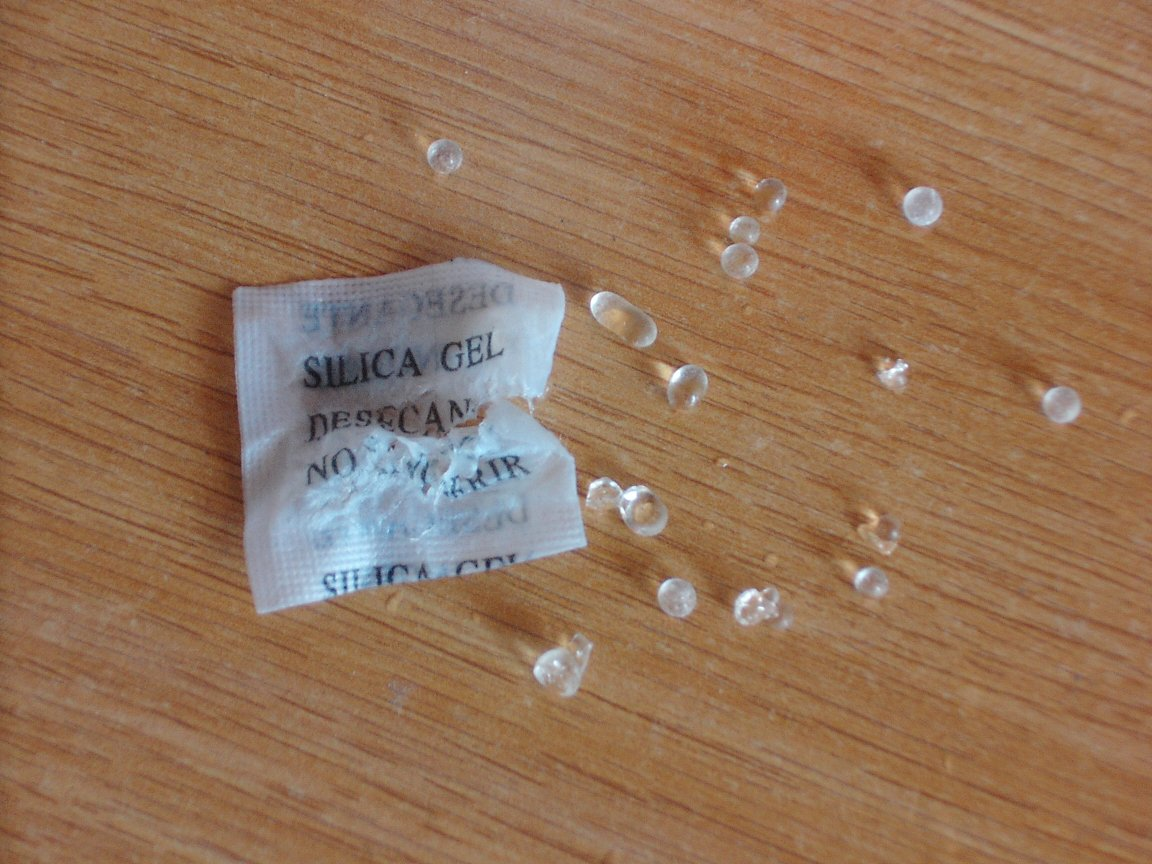
Una bolsa desecante con las bolitas de gel de sílice que llevaba dentro.

En Química, un desecante es una sustancia que se usa para eliminar humedad del aire o de alguna otra sustancia, como combustibles orgánicos.
Desecantes típicos son sustancias que forman sales hidratadas y anhidras. La sal en su forma deshidratada se introduce en el recipiente con la sustancia a desecar (por ejemplo el aire) y absorbe la humedad hidratándose. Un típico desecante es la sílice, que se emplea para dejar libres de humedad aparatos ópticos y electrónicos y en el laboratorio, mantener seco el aire de un recipiente donde se encuentran por ejemplo, papeles de filtro que se desean pesar con la sustancia filtrada seca (determinación de sólidos en suspensión o disueltos)
Algunos desecantes típicos son:
- Gel de sílice
- Cloruro de calcio

El gel de sílice es muy barato y es el más extendido. Es común encontrarlo en el interior de embalajes de aparatos electrónicos y otros artículos como zapatos.
Algunas sustancias tienen una gran capacidad absorbente y pueden llegar a disolverse en la humedad capturada (higroscópico).
Según el grado de secado requerido y la duración del efecto, se usa uno u otro desecante. Por ejemplo, el cloruro de calcio tiene un poder desecante muy alto, pero solo se podría usar en un recipiente hermético. En caso de usarlo en un embalaje de cartón, donde se usa silica-gel, se licuaría completamente y perdería la capacidad para absorber más humedad.
- Datos: Q13221746
- Multimedia: Desiccants / Q13221746